# Лобанов, Василий Васильевич
Васи́лий Васи́льевич Лоба́нов (1917 — 2001) — советский государственный  и хозяйственный деятель, Герой Социалистического Труда, лауреат Государственной премии СССР.

## Биография
Родился в 1917 году в деревне Софроновское Великоустюжского уезда Вологодской губернии. Член ВКП(б).
С 1933 года — на хозяйственной, общественной и партийной работе.
- В 1933—1991 гг. — плановик, заместитель начальника цеха и начальник цеха на заводе № 106 имени В. М. Молотова,
- начальник производства, директор завода № 75 Министерства вооружения СССР в Кемеровской области,
- заместитель председателя Совета народного хозяйства Кемеровского, Кузбасского экономического района по оборонной промышленности,
- начальник 2-го Главного управления,
- начальник Главного планово-производственного управления Министерства общего машиностроения СССР,
- заместитель Министра общего машиностроения СССР.

Указом Президиума Верховного Совета СССР от 10 октября 1982 года Лобанову присвоено звание Героя Социалистического Труда с вручением ордена Ленина и золотой медали «Серп и Молот».
Избирался депутатом Верховного Совета РСФСР 2-го созыва.
Умер в 2001 году в Москве.